# Kärlinflammation
Kärlinflammation, blodkärlsinflammation, vaskulit, är en grupp av symptom, primärt relaterade till inflammation i blodkärlen.
Vaskulit i stora blodkärl
- Polymyalgia rheumatica
- Takayasus sjukdom
- Giant cell arteritis/jättecellsarterit

Vaskulit i mellanstora blodkärl
- Kawasakis sjukdom
- Polyarteritis nodosa

Vaskulit i små blodkärl
- Granulomatös Polyangit
- Churg–Strauss syndrom
- Mikroskopisk polyangit
- Henoch-Schönleins purpura
- ANCA-associerad vaskulit
- Immunkomplex vaskulit

Vaskulit kan även vara orsakad av läkemedel.
En del vaskulitsjukdomar kan leda till döden, om inte cellgifter och kortison i hög dos snabbt ordineras.

### Webbkällor
- ”Kärlinflammation”. Svensk MeSH. Karolinska Institutet. https://mesh.kib.ki.se/term/D014657/vasculitis. Läst 13 oktober 2020.